# 瓦朗謝訥足球俱樂部
瓦朗谢讷足球俱乐部（法語：Valenciennes Football Club，法語發音：[valɑ̃sjɛn]，簡稱Valenciennes或球隊舊名稱的首字母縮略字USVA）是一家位於法國北部北部-加来海峡瓦朗謝訥的足球俱樂部，為法国足球乙级联赛的球隊之一，成立於1913年。球隊主場Stade du Hainaut可容納 25,000 人。

## 球會榮譽
- - 冠軍（2）：1972年、2006年
- 法國盃
  - 亞軍（1）：1951年

## 著名球員
- 豪尔赫·布鲁查加
- 鲁班斯基
- 羅傑·米拉
- 伊维卡·奥西姆
- 让-皮埃尔·帕潘

## 外部連結
- 瓦朗謝訥足球俱樂部官方網站 （页面存档备份，存于）（法文）